# پی‌سرا (کرگان‌رود)
پی‌سرا یک روستا در ایران است که در بخش کرگان‌رود شهرستان تالش در استان گیلان واقع شده‌است.

## جمعیت
این روستا در دهستان لیسار قرار دارد و براساس سرشماری مرکز آمار ایران در سال ۱۳۸۵، جمعیت آن ۱۲۷ نفر (۲۵ خانوار) بوده‌است.